# Andries van den Berg
Andries van den Berg (Den Haag, 19 mei 1852 – aldaar, 14 februari 1944) was een Nederlands schilder, tekenaar en etser. Hij wordt ook vermeld als Andries van den Bergh.

## Leven en werk
Van den Berg was een zoon van timmerman Joseph van den Berg en Cornelia Blok. Hij leerde de techniek van het etsen en lithograferen bij steendrukkerij S. Lankhout & Co. in Den Haag. Hij studeerde daarna aan de Academie van Beeldende Kunsten, onder leiding van Johan Philip Koelman. Hij trouwde in 1885 met Johanna Muns (1853-1924). Uit dit huwelijk werd onder anderen zoon Willem van den Berg geboren, die zijn vader in het artistieke voetspoor volgde.
Van den Berg schilderde onder meer genre- en figuurvoorstellingen, landschappen, stadsgezichten, stillevens en portretten. Hij maakte drie werken voor de portrettengalerij van de gouverneurs-generaal van Nederlands-Indië, die in 1950 werden opgenomen in de collectie van het Rijksmuseum Amsterdam. Hij was lid van Arti et Amicitiae. Van 1878 tot 1918 was Van den Berg als tekenleraar verbonden aan de Haagse Academie. Tot zijn leerlingen behoren, naast zijn zoon Willem, Mijndert van den Berg, Jan Frank, Loes van Groningen, Cornelis Koppenol, Gerbrand Frederik van Schagen, Gorinne Smit, Leendert van der Vlist en Jan Wittenberg.
Andries van den Berg overleed in 1944, op 91-jarige leeftijd. Hij werd begraven op de Algemene Begraafplaats Kerkhoflaan.

## Enkele werken
- 1871-1885: portret van James Loudon, collectie Rijksmuseum Amsterdam
- ca. 1883: portret van Cornelis Theodorus Elout, collectie Rijksmuseum Amsterdam
- 1887: portret van Johan Wilhelm van Lansberge, collectie Rijksmuseum Amsterdam
- ca. 1900: putto in paleis Lange Voorhout, Den Haag
- 1902: zelfportret, collectie Drents Museum
- 1902: Drents boereninterieur, collectie Drents Museum
- ca. 1925: Interieur van Brabantse stal bij Best, collectie Drents Museum
- Stilleven met dode ekster, collectie Instituut Collectie Nederland
- Gezicht op Chailly, collectie Instituut Collectie Nederland

## Galerij

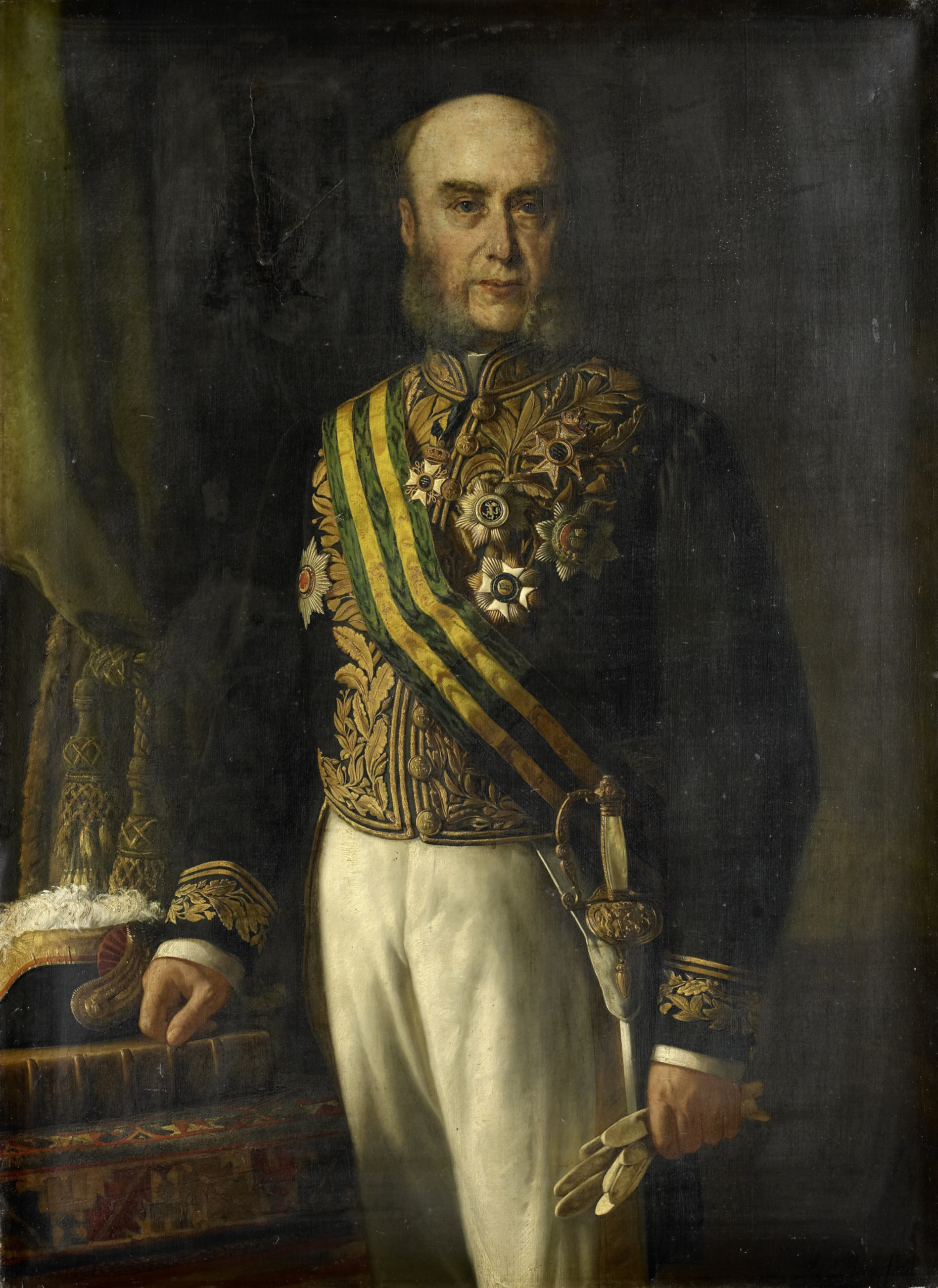
portret van James Loudon
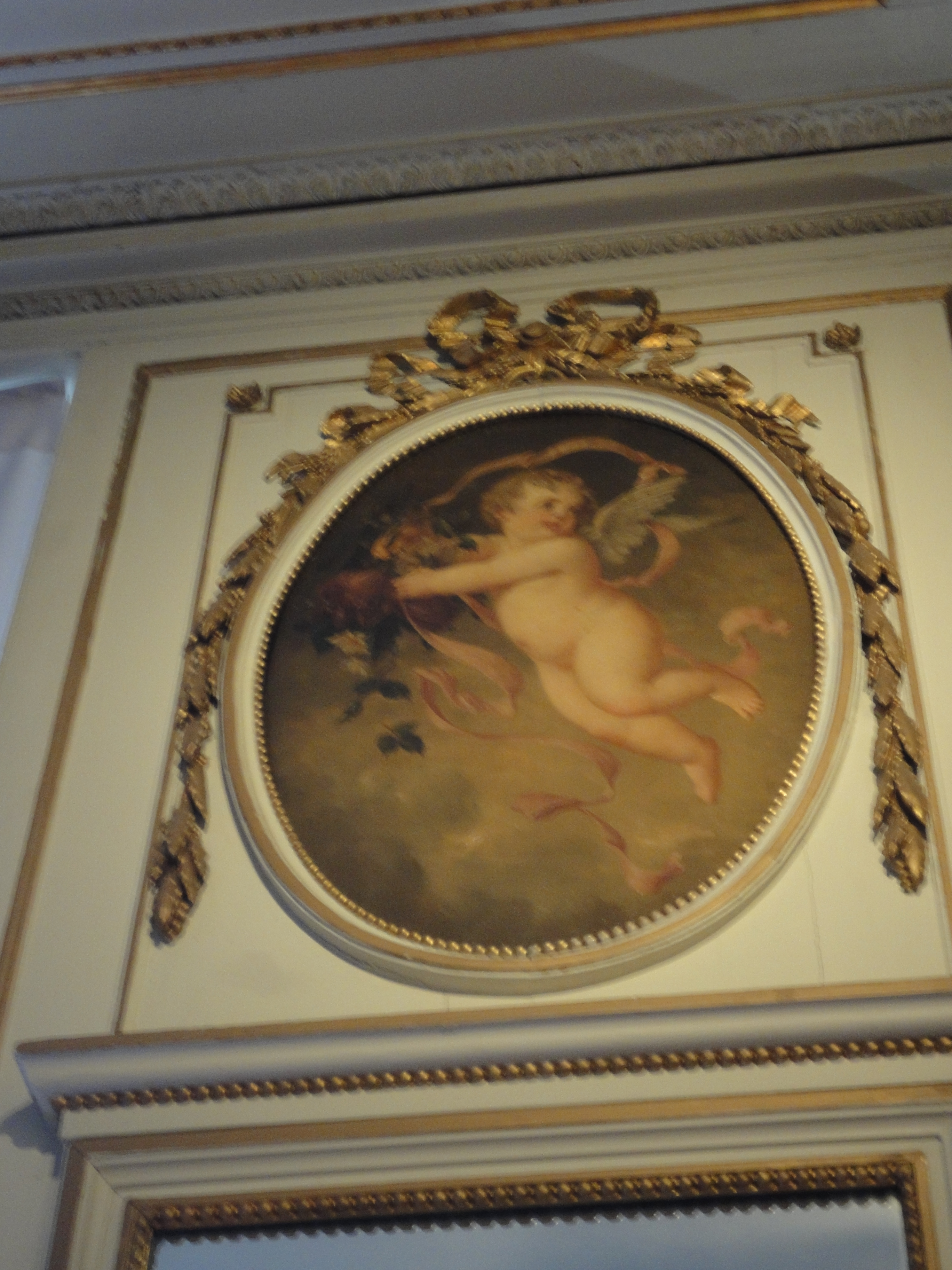
putto paleis Lange Voorhout
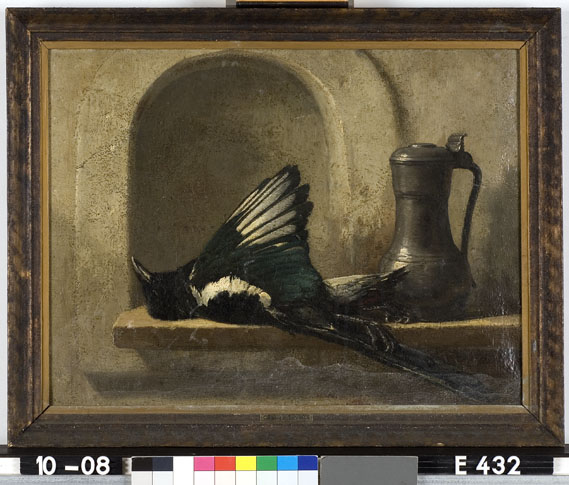
stilleven met ekster
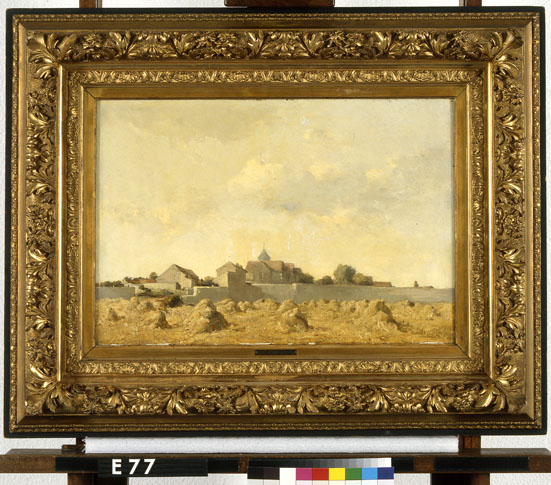
gezicht op Chailly

- Biografisch Portaal: 51467838
- RKD-Nederlands Instituut voor Kunstgeschiedenis: 6830
- Union List of Artist Names: 500165092
- Virtual International Authority File: 316796806